# Porcellio eximius
Porcellio eximius là một loài chân đều trong họ Porcellionidae. Loài này được Dollfus miêu tả khoa học năm 1896.